# ريتشارد سكوكروفت
ريتشارد سكوكروفت (بالإنجليزية: Richard Scowcroft)‏ (26 يونيو 1916 - 8 أكتوبر 2001)؛ روائي أمريكي.